# Ђала
Ђала (мађ. Gyála) је насеље у општини Нови Кнежевац, у Севернобанатском округу, у Србији. Према попису из 2022. било је 518 становника. Овде се налази гранични прелаз Ђала, према Мађарској.

## Прошлост
Ђала је 1764. године православна парохија у Чанадском протопрезвитерату.
Аустријски царски ревизор Ерлер је 1774. године констатовао да место "Гијала" припада Тамишком округу, Чанадског дистрикта. становништво је било српско. Када је 1797. године пописан православни клир ту су два свештеника. Пароси, поп Михаил Илијевић (рукоп. 1763) и поп Прокопије Бајић (1766) служе се само српским језиком.
Овде постоји фудбалски клуб Граничар основан 1922. године, званично регистрован 1934. године.

## Демографија
У насељу Ђала живи 807 пунолетних становника, а просечна старост становништва износи 41,8 година (39,2 код мушкараца и 44,7 код жена). У насељу има 389 домаћинстава, а просечан број чланова по домаћинству је 2,58.
Ово насеље је углавном насељено Србима (према попису из 2002. године), а у последња три пописа, примећен је пад у броју становника.
|  |

| Демографија | Демографија | Демографија |
| Година      | Становника  | Становника  |
| ----------- | ----------- | ----------- |
| 1948.       | 1.823       |             |
| 1953.       | 1.761       |             |
| 1961.       | 1.723       |             |
| 1971.       | 1.578       |             |
| 1981.       | 1.325       |             |
| 1991.       | 1.072       | 1.062       |
| 2002.       | 1.004       | 1.037       |
| 2011.       | 796         |             |
| 2022.       | 518         |             |

| Етнички састав према попису из 2002.‍ | Етнички састав према попису из 2002.‍ | Етнички састав према попису из 2002.‍ | Етнички састав према попису из 2002.‍ | Етнички састав према попису из 2002.‍ |
| ------------------------------------ | ------------------------------------ | ------------------------------------ | ------------------------------------ | ------------------------------------ |
|                                      |                                      |                                      |                                      |                                      |
| Срби                                 | Срби                                 |                                      | 804                                  | 80,07%                               |
| Мађари                               | Мађари                               |                                      | 99                                   | 9,86%                                |
| Роми                                 | Роми                                 |                                      | 56                                   | 5,57%                                |
| Југословени                          | Југословени                          |                                      | 10                                   | 0,99%                                |
| Хрвати                               | Хрвати                               |                                      | 9                                    | 0,89%                                |
| Украјинци                            | Украјинци                            |                                      | 3                                    | 0,29%                                |
| Буњевци                              | Буњевци                              |                                      | 3                                    | 0,29%                                |
| Румуни                               | Румуни                               |                                      | 1                                    | 0,09%                                |
| непознато                            | непознато                            |                                      | 2                                    | 0,19%                                |

| Година пописа     | 1948. | 1953. | 1961. | 1971. | 1981. | 1991. | 2002. |
| ----------------- | ----- | ----- | ----- | ----- | ----- | ----- | ----- |
| Број домаћинстава | 535   | 545   | 555   | 528   | 493   | 425   | 389   |

| Број чланова      | 1   | 2   | 3  | 4  | 5  | 6 | 7 | 8 | 9 | 10 и више | Просек |
| ----------------- | --- | --- | -- | -- | -- | - | - | - | - | --------- | ------ |
| Број домаћинстава | 105 | 118 | 55 | 79 | 17 | 9 | 5 | 1 | 0 | 0         | 2,58   |

| Пол    | Укупно | Неожењен/Неудата | Ожењен/Удата | Удовац/Удовица | Разведен/Разведена | Непознато |
| ------ | ------ | ---------------- | ------------ | -------------- | ------------------ | --------- |
| Мушки  | 423    | 142              | 235          | 28             | 18                 | 0         |
| Женски | 422    | 79               | 227          | 99             | 17                 | 0         |
| УКУПНО | 845    | 221              | 462          | 127            | 35                 | 0         |

| Пол    | Укупно                    | Пољопривреда, лов и шумарство | Рибарство                            | Вађење руде и камена | Прерађивачка индустрија       |
| ------ | ------------------------- | ----------------------------- | ------------------------------------ | -------------------- | ----------------------------- |
| Мушки  | 311                       | 238                           | 0                                    | 0                    | 23                            |
| Женски | 203                       | 157                           | 0                                    | 0                    | 16                            |
| УКУПНО | 514                       | 395                           | 0                                    | 0                    | 39                            |
| Пол    | Производња и снабдевање   | Грађевинарство                | Трговина                             | Хотели и ресторани   | Саобраћај, складиштење и везе |
| Мушки  | 9                         | 10                            | 6                                    | 6                    | 7                             |
| Женски | 0                         | 1                             | 14                                   | 5                    | 0                             |
| УКУПНО | 9                         | 11                            | 20                                   | 11                   | 7                             |
| Пол    | Финансијско посредовање   | Некретнине                    | Државна управа и одбрана             | Образовање           | Здравствени и социјални рад   |
| Мушки  | 0                         | 0                             | 6                                    | 1                    | 4                             |
| Женски | 0                         | 0                             | 1                                    | 4                    | 3                             |
| УКУПНО | 0                         | 0                             | 7                                    | 5                    | 7                             |
| Пол    | Остале услужне активности | Приватна домаћинства          | Екстериторијалне организације и тела | Непознато            | Непознато                     |
| Мушки  | 1                         | 0                             | 0                                    | 0                    | 0                             |
| Женски | 2                         | 0                             | 0                                    | 0                    | 0                             |
| УКУПНО | 3                         | 0                             | 0                                    | 0                    | 0                             |

## Знамените личности
- Василије Крестић, српски историчар, професор и академик САНУ
- Розалија Леваи, српска позоришна, филмска и телевизијска глумица

## Галерија
- Православна црква
- Месна канцеларија
- Капела на гробљу
- Крст на улазу у село
- Улица у Ђали